# 中共中央西南局
中共中央西南局是负责西南地区的党的领导机构。

## 1949至1954年在重庆的西南局
1949年7月16日，中共中央决定成立西南局。1949年10月13日，中共中央任命邓小平为西南局第一书记，刘伯承为第二书记，贺龙为第三书记。1949年11月23日，中共中央西南局在湖南常德的第二野战军机关驻地正式成立。1949年11月25日，中共中央任命李井泉、张际春、宋任穷为西南局常委。1949年12月中共中央西南局进驻重庆市。1952年8月，王维舟、周兴、张子意增补为常委。1952年9月，宋任穷、张际春、李井泉分任西南局第一、第二、第三副书记。 1954年12月撤销西南局。内设机构：
- 邓小平为西南局第一书记，刘伯承为第二书记，贺龙为第三书记
- 第一副书记宋任穷、第二副书记张际春、第三副书记李井泉
- 常委：李井泉、张际春、宋任穷、王维舟、周兴、张子意
- 委员：陈赓、王维舟、张子意、周保中、李达、周兴、蔡树藩、周士第、王新亭、廖志高、陈锡联、谢富治、杨勇、苏振华、张霖之、于江震、郑伯克、李明、李大章
- 副秘书长：刘仰峤
- 办公厅主任：张际春/刘仰峤（1952.8），副主任刘仰峤（1949.12～1952.8）
- 组织部部长：张际春（1951.10～1952.12）/于江震（1952.12），副部长于江震、龚逢春、陈野萍、梁华、白潜。1952年干部处增加到5个，即综合、党群、工交、政法、农业5个处。组织处划分为组织、党员管理两个处，另外还设有审干处和干部教育处等。
- 宣传部部长：张子意，副部长廖井丹、张非垢、张水清
  - 西南日报委员会
  - 西南工作杂志委员会
  - 文教工作组组长：张子意，副组长廖井丹，程子健
- 统战部部长：刘伯承，副部长程子健，林蒙任秘书长，天宝等任处长。
- 纪律检查委员会书记：张际春，副书记王维舟，王新亭
- 职工工作委员会书记：蔡树藩
- 青年工作委员会书记：于江震
- 妇女工作委员会书记：廖苏华
- 农村工作委员会（后改为农村工作部）农村工作部部长：张际春，副部长李登瀛
- 财经工作委员会书记：邓小平，段君毅、刘岱峰任副主任，刘岱峰主持日常工作
- 外事委员会书记：张子意
- 保密委员会主任：张际春/刘仰峤（1953.4），副主任刘仰峤
- 西南局党校校长：张际春，副校长龚逢春
- 人民武装委员会主任：张际春，副主任李达
- 国际指导委员会（1953.8～）主任：张子意，副主任张非垢、任白戈
- 民族工作委员会（1953.12～）负责人：王维舟
- 直属机关委员会书记：陈野萍
- 西南军政委员会直属机关委员会书记：孙志远/梁华（代理）

## 1960年至1967年在成都的西南局
1960年7月北戴河工作会议拟定恢复各中央局。1960年9月中央政治局会议决定成立各中央局。1960年10月29日中共中央任命李井泉担任第一书记。1961年1月18日，中共八届九中全会批准了1960年9月中央政治局关于成立六个中央局的决定。书记处书记李大章（四川省长）、廖志高（四川省委书记处书记）、阎红彦（云南省委第一书记）、张经武（西藏工委第一书记）、周林（贵州省委第一书记兼省长）、于江震（西南局秘书长）、阎秀峰（四川省委书记处书记）。后陆续增补陈刚（四川省委书记处书记、西南局监察组长，1963.8～）、程子华（西南三线建设委员会常务副主任，1965.2～）、张国华（西藏区委第一书记，1965.11～）、贾启允（贵州省委第一书记，1965.11～）、刘植岩（云南省委书记处书记兼昆明市委书记，1965.11～）、任白戈（重庆市委第一书记兼市长，1965.11～）、曾希圣（西南局书记处书记，1965.7～）。1966年，文化大革命爆发，中共中央西南局结束。
- 办公厅
- 组织部
- 宣传部
- 计划委员会
- 经济委员会
- 农村工作办公室
- 财贸工作办公室